# قرار مجلس الأمن التابع للأمم المتحدة رقم 1569
قرار مجلس الأمن التابع للأمم المتحدة رقم 1569، الذي تم تبنيه بالإجماع في 26 أكتوبر / تشرين الأول 2004، بعد تطبيق المادة 28 من ميثاق الأمم المتحدة، قرر المجلس عقد اجتماع لمدة يومين حول الوضع في السودان في نيروبي، كينيا.
وسيعقد الاجتماع في 18-19 نوفمبر 2004، مع مناقشات حول الصراع في دارفور والحرب الأهلية في جنوب السودان. علاوة على ذلك، ذكر القرار أن ممثلين عن الاتحاد الأفريقي والهيئة الحكومية الدولية المعنية بالتنمية سيحضرون الاجتماع، الذي سيناقش أيضًا جهود السلام الأخرى في المنطقة.
وهذا الاجتماع هو المرة الحادية عشرة التي يجتمع فيها مجلس الأمن بعيدًا عن مقره في مدينة نيويورك، والمرة الأولى التي يجتمع فيها في نيروبي.